# Матрона Солунска
Вижте пояснителната страница за други личности с името Света Матрона.
Матрона Солунска, известна и като Матрона Барселонска (на гръцки: Ματρώνα η εν Θεσσαλονίκη; на каталонски: Madrona de Tessalònica), е християнска мъченица, пострадала в III или IV век и почитана от православната и католическата църква, съответно на 27 и 15 март. Заедно със Евлалия Барселонска, Матрона Солунска е съпатрон на град Барселона, Испания.

## Биография
Матрона е от Солун и е робиня на еврейка на име Пантила или Павтила, жена на стратопедарха на града по време на видния гонител на християнството император Диоклециан. От малка Матрона е християнка, и макар принудена да приеме юдейството, тайно остава вярна на религията си и посещава християнска църква. Това е разкрито от господарката ѝ, която се опитва да я накара да влезе в синагогата и, след отказа на Матрона, я подлага на серия мъчения, а накрая я убива. Тялото на мъченицата е погребано от солунските християни извън стените на града.

## Култ в Солун
В синаксария на мъченицата Матрона Солунска, част от Константинополския синаксарий, се казва, че Александър, първият епископ на Солун след Медиоланския едикт от 313 година, сложил край на гоненията, пренася мощите ѝ в града и построява църква, посветена на нея. Няма информация за точното разположение на този храм, но той е споменат в VII век в „Чудесата на Свети Димитър“ (13 чудо). Освен църквата в Солун, извън стените на града е имало манастир, посветен на Света Матрона, изгорен при славянската атака в 618 година и по-късно възстановен. Около 992 година мощите са натоварени на кораб за Марсилия, но при буря корабът попада в Барселона.

## Култ в Барселона
В Барселона мощите първоначално са поставени в църквата „Свети Фруктуозо“ на Монтжуик. В 1403 година църквата вече е засвидетелствана с ново име – „Света Мадрона“. След разрушаването на първоначалния паралис, изглежда мощите са пренесени в „Свети Павел на полето“. В 1558 година на Монтжуик е осветена нова църква, посветена на светицата, поддържата от капуцините, в която са положени мощите. Тази сграда е разрушена в 1713 година в Битката за манастира „Света Матрона“ по време на Войната за испанското наследство в началото на XVIII век. Църквата „Света Матрона“ е възстановена, но мощите на светицата са положени в катедралата „Свети Кръст и Света Евлалия“. В 1723 година са преместени в манастира на капуцините „Света Матрона“, разположен на площад „Реял“. След разрушаването на манастира в 1835 година, са преместени в днес несъществуващата църква „Свети Архангел Михаил“. В 1888 година е осветена новата църква „Света Матрона“ в Побле Сек на Монтжуик, в която са положени мощите, но тя изгаря по време на Трагичната седмица в 1909 година. Човек, живеещ в съседство, спасява малка част от мощите, които се почитат и до днес в същия храм.
Застъпничеството на Матрона в Барселона се търси предимно при суша за предизвикване на дъжд, като се организират големи шествия. Подобни шествия за търсене на закрила са провеждани и по други поводи като при Войната на жътварите и Войната за наследството. В 1563 година 15 март, празникът на Света Матрона, е обявен в града за „задължителен за всички барселонци“.
Света Матрона е съпатрон и на село Алеля в Каталония. Пред храма, посветен на нея, в Сева има праисторически менхир, така наречения Перафитски менхир.